# Leopold Richter
Leopold Richter (22 maggio 1885 – 3 agosto 1941) è stato un calciatore tedesco, di ruolo centrocampista.